# EECIT Professor Raul Córdula
A EECIT Professor Raul Córdula, localizada no bairro Cruzeiro, na Avenida Juscelino Kubitschek, em Campina Grande, é uma Escola Estadual Cidadã Integral Técnica que oferece ensino médio integrado a cursos técnicos. A instituição alia a formação acadêmica regular com o desenvolvimento técnico-profissional dos estudantes.
A escola oferece os cursos técnicos de Análises Clínicas e Nutrição e Dietética, ambos integrados ao ensino médio, preparando os alunos para atuar em áreas essenciais da saúde. Ao final do terceiro ano, os estudantes realizam uma prova prática e teórica, opcional, que, se aprovada, possibilita a realização de estágio em laboratórios, hospitais ou instituições parceiras da escola. Durante o estágio, o aluno desenvolve atividades práticas supervisionadas e deve apresentar um relatório final para validar a experiência.
Para os alunos que não optarem ou não forem aprovados no estágio, a escola oferece a alternativa de elaboração de um Trabalho de Conclusão de Curso (TCC), que também é aceito como forma de conclusão do curso técnico.
Dessa forma, é obrigatório que o estudante conclua o curso realizando ou o estágio, ou o TCC, não sendo necessário cumprir ambos. Além disso, para a conclusão do curso técnico e do ensino médio, o aluno deve manter médias satisfatórias nas disciplinas regulares e técnicas, garantindo uma formação completa e alinhada com as exigências educacionais e profissionais.
Com uma estrutura adequada e um corpo docente qualificado, a EECIT Professor Raul Córdula valoriza a formação cidadã, o compromisso social e a excelência educacional, contribuindo para o desenvolvimento pessoal e profissional dos seus alunos.

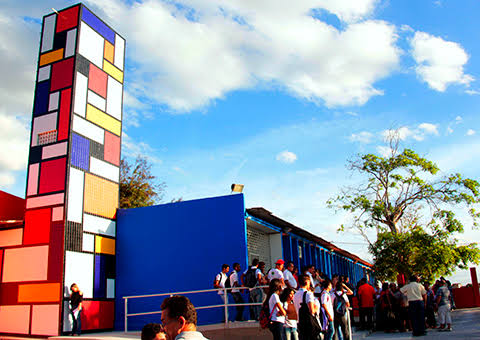
Fachada da escola.

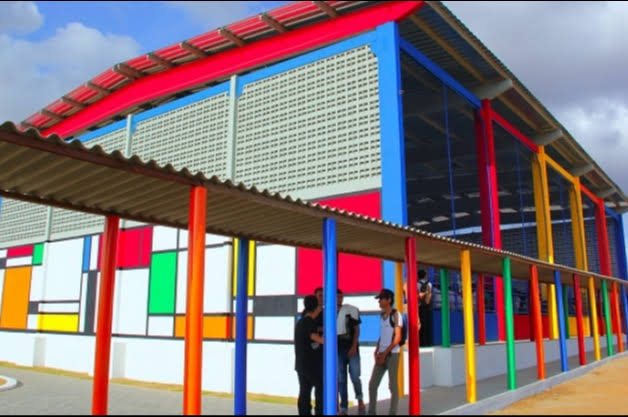
Quadra da escola.